# Rolls-Royce Nene
Le moteur Rolls-Royce Nene ou Rolls-Royce RB.41 est le troisième moteur à réaction conçu et fabriqué en série par Rolls-Royce. Apparu en 1944, il n'a pas équipé beaucoup d'avions britanniques, mais a cependant eu une importance certaine dans l'histoire des moteurs à réaction : en effet, une licence de fabrication a été accordée à plusieurs pays, et il a permis à l'URSS de combler son retard dans le développement de ce type de moteurs.

## Historique
Le Nene fut conçu en 1944 en l'espace de cinq mois et demi seulement, et fit son premier essai au banc le 27 octobre 1944. Bien qu'il s'agît d'une évolution directe des travaux de Frank Whittle, il possédait un compresseur radial à deux entrées d'air, qui fournissaient un meilleur taux de compression et donc une poussée plus élevée. Il avait neuf chambres de combustion, un seul étage de turbine et pesait 750 kg. 
Au cours de la conception, Rolls-Royce décida de donner à ses moteurs des noms en plus de numéros, mais les Rolls-Royce Welland et Derwent conservèrent leur numéro d'origine de Rover : B/23 et B/26. Plus tard, on pensa que ces numéros rappelaient trop les bombardiers et on leur a rajouté le « R » de « Rolls », ce qui donna les numéros « RB », encore utilisés actuellement (pour « Rolls Barnoldswick », l'usine principale de la firme Rolls-Royce dans les années 1940). 

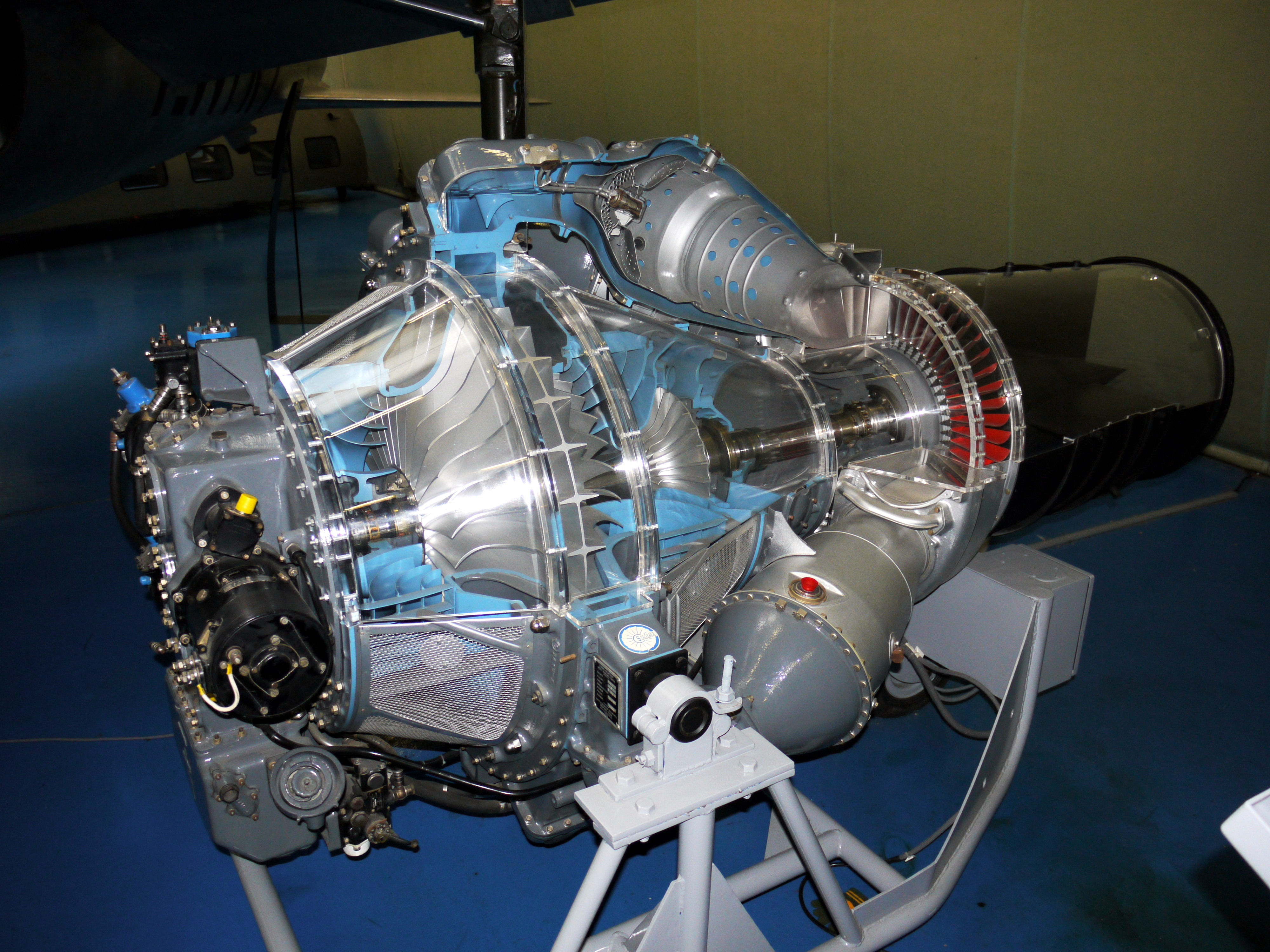

Les noms des turboréacteurs Rolls-Royce sont choisis en référence à des fleuves britanniques : Nene , Derwent, Avon, Trent, etc. 
Le Nene fournissait une poussée de 22 kN, le double de celle des moteurs de la génération précédente, tout en présentant des dimensions similaires et la même conception de base. Une version équipée d'une postcombustion a été développée : le Tay, qui a également fait l'objet de plusieurs licences de production. Les moteurs à compresseur radial comme le Nene ont ensuite été abandonnés pour la propulsion des avions. Ils firent cependant encore une belle carrière dans la motorisation des hélicoptères.
C'était le Nene qui propulsait le premier avion à réaction civil, un Vickers VC.1 Viking modifié qui fit son premier vol le 6 avril 1948.

## Accords de licence et développements

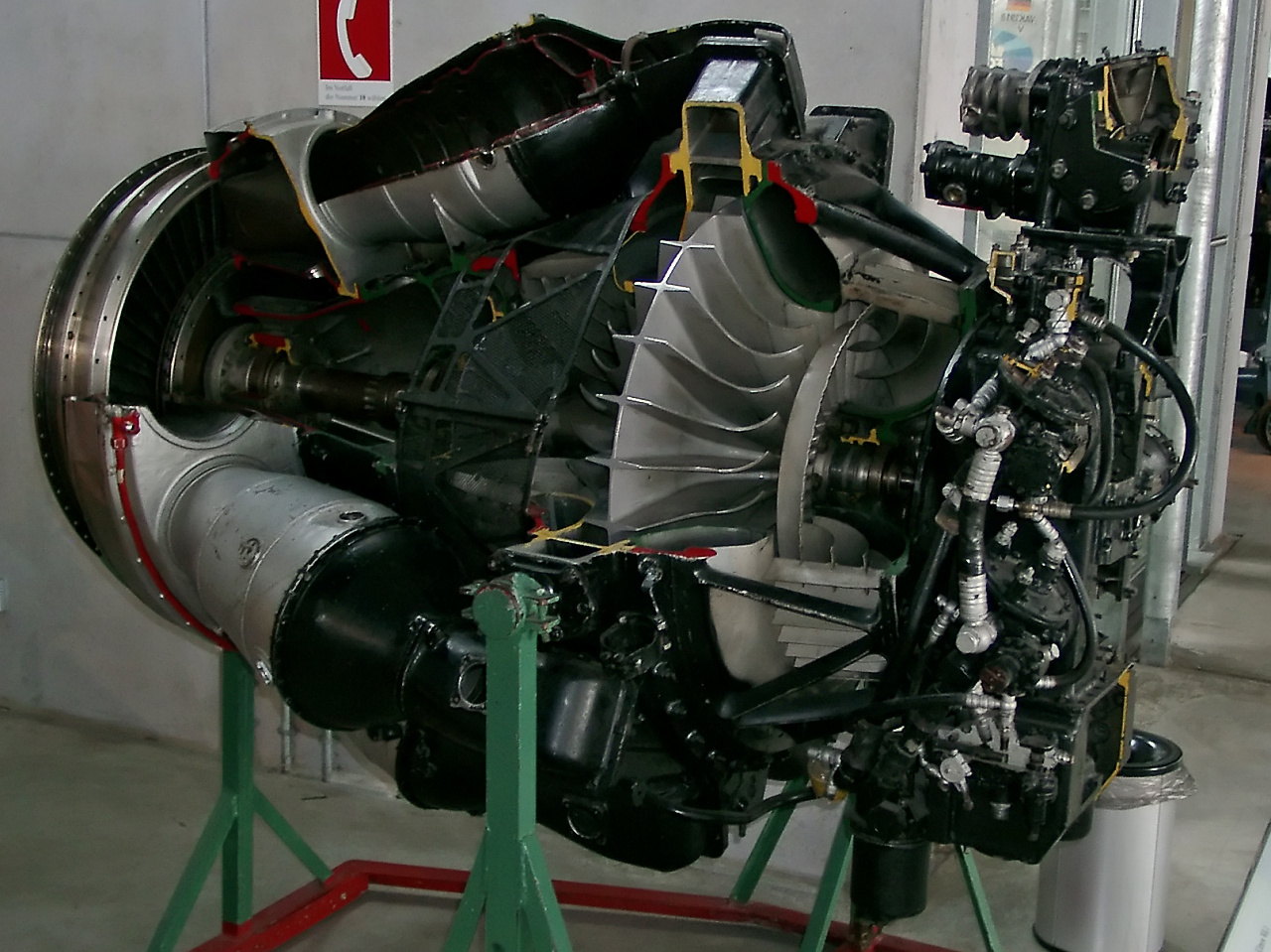
Le Klimov VK-1, copie du Nene par Klimov, ici vu en coupe.

La société américaine Taylor Turbine Corporation (en) acheta une licence du Nene pour le produire sous la désignation J42. Ce réacteur devait alors équiper l'avion de chasse Grumman F9F Panther mais, à cause de la capacité de production insuffisante de la compagnie, la licence fut finalement revendue à Pratt & Whitney. Cette société acheta ensuite la licence du Tay et le produisit sous la désignation J48.
En 1946, l'URSS commanda 15 exemplaires du Nene, qui lui furent livrés l'année suivante malgré le début de la Guerre froide. Les soviétiques construisirent ensuite leurs propres exemplaires sous la désignation RD-45, sans aucun accord de licence. Des versions améliorées en furent dérivées, notamment le Klimov VK-1 qui équipa plusieurs chasseurs soviétiques comme le MiG-15.
Le Nene fut construit sous licence en Australie, et par la France, qui produisit également le Tay sous la désignation Verdon.

## Production
| Pays        | Désignation                                                   | Utilisation                                              | Exemplaires           | Commentaire                                                          |
| ----------- | ------------------------------------------------------------- | -------------------------------------------------------- | --------------------- | -------------------------------------------------------------------- |
| Royaume-Uni | Nene                                                          | Hawker Sea Hawk, Supermarine Attacker                    | 725 avions            |                                                                      |
| France      | Nene                                                          | SNCASO SO.6000 Triton                                    | 5                     | L'avion a aussi été équipé à la place du Nene un Junkers Jumo 004 B2 |
| France      | Nene                                                          | Dassault Ouragan, SNCASE SE.35x Mistral                  | 593 avions            | Construit sous licence par Hispano-Suiza                             |
| Canada      | Nene                                                          | CT-133 Silver Star                                       | 656 avions            | Construit sous licence par Orenda                                    |
| Australie   | Nene                                                          | De Havilland Vampire                                     | 80 avions             | Construit sous licence                                               |
| États-Unis  | J42                                                           | Grumman F9F Panther                                      | 618 avions            | Nene construit sous licence par Pratt & Whitney                      |
| États-Unis  | J48                                                           | Grumman F9F-5 Panther et Cougar, Lockheed F-94C Starfire | environ 2 000 avions  | Tay construit sous licence par Pratt & Whitney                       |
| France      | Verdon                                                        | Dassault Mystère IV                                      | 411 avions            | Tay construit sous licence par Hispano-Suiza                         |
| URSS        | Klimov RD-45 (version initiale) puis VK-1 (version améliorée) | MiG-15, MiG-17, Il-28                                    | Plus de 20 000 avions | Nene construit sans licence par l'URSS                               |

## Fiche technique
- Longueur : 2 464 mm
- Diamètre : 1 257 mm
- Poussée : 22,2 kN à 12 400 tr/min
- Compresseur : monoétage, radial
- Chambres de combustion : 9
- Turbine : monoétage, axiale.

## Sources
- The British Columbia Aviation Museum
- Prototypes.com, concernant l'URSS